# Collie (tipo de cão)

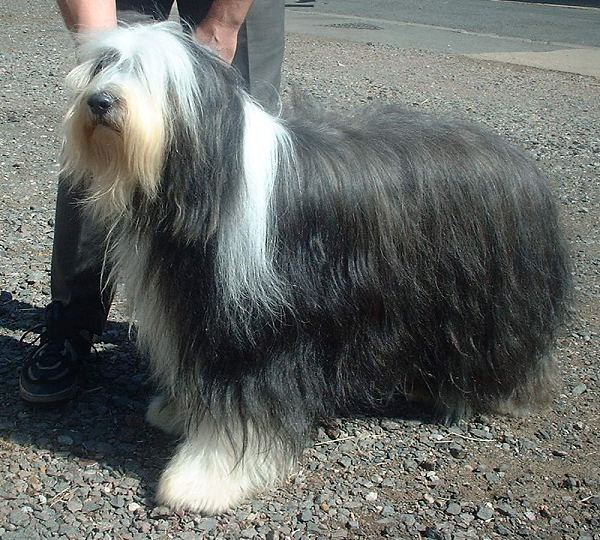
Cão de raça do tipo collie, raça Bearded Collie.

Collie é uma categoria peculiar de cães de pastoreio, incluindo muitas raças puras e landraces. Inclui as raças Border Collie, Smooth Collie, etc., e a Rough Collie famosa pela personagem Lassie. O tipo Collie teve origem na Escócia e Norte da Inglaterra.

## Características
Os collies são de porte médio, bastante leve, com um focinho pontudo. Muitos tipos têm um distinto padrão de branco sobre os ombros. Collies são muito ativos e ágeis, e a maioria das raças de collies têm um forte instinto de pastoreio. As raças collies espalharam-se por muitas partes do mundo (especialmente na Austrália e América do Norte) e diversificaram-se em muitas variedades, algumas vezes com mistura de outros tipos de cães. Algumas raças collie mantiveram-se como cães de trabalho, utilizados para o pastoreio de gado, ovelhas e outros rebanhos, enquanto outros são mantidos como animais de estimação, cães de exposição ou para esportes caninos, em que eles exibem grande agilidade, vigor e treinabilidade. Enquanto o AKC tem o Rough Collie que chamam apenas de "Collie", na verdade collie é um tipo peculiar de cão de pastoreio, incluindo muitos landraces e raças puras. Geralmente, há grandes distinções entre cães de exposição e aqueles criados para pastorear ou para esportes. Eles normalmente exibem grande agilidade, vigor e treinabilidade e, mais importante a sagacidade.

## Nome
A exata origem do nome "collie" é incerta, pode derivar do Escocês , a palavra "coal." Como Alternativa, ele pode vir de uma palavra relacionada coolly, referindo-se ao black-faced mountain sheep da Escócia. O nome collie normalmente refere-se a cães de origem Escocesa, que se espalharam em muitas outras partes do mundo, sendo muitas vezes chamado de pastor ou ovelheiro em outros lugares.

## Collie: tipos e raças

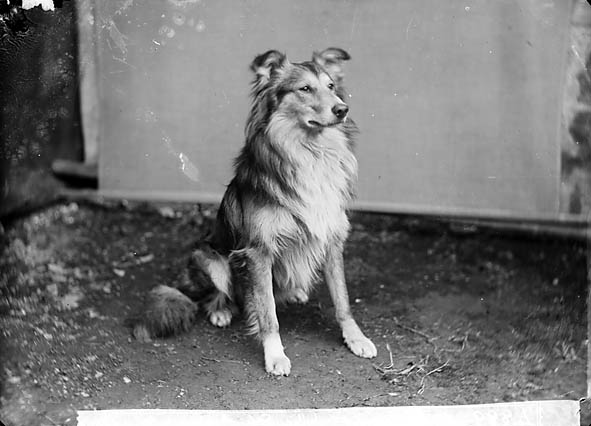
Cão do tipo Collie chamado dr. Williams, fotografado por volta de 1885

Cães de pastoreio do tipo collie têm sido muito difundidos na grã-Bretanha, e estas podem ser consideradas como landrace a partir do qual uma série de outras raças e tipos derivam, tanto na grã-Bretanha e em outros lugares. Muitos deles estão trabalhando como cães de pastoreio, mas alguns foram criados para conformação e como animais de estimação, às vezes, perdem o seu instinto de trabalho ao decorrer Colliede seleção pela aparência ou um mais subjugado temperamento.

### Raças do tipo collie
Algumas raças do tipo Collie:
- Rough Collie
- Smooth Collie
- Border Collie
- Bearded Collie
- Ovelheiro-brasileiro
- Welsh Sheepdog
- Pastor australiano
- Kelpie australiano